# Cape Sable Island
Cape Sable Island (franska: Cap de Sable) är en ö i Kanada.   Den ligger i provinsen Nova Scotia, i den sydöstra delen av landet, 800 km öster om huvudstaden Ottawa. Arean är 37 kvadratkilometer.
Terrängen på Cape Sable Island är mycket platt. Öns högsta punkt är 26 meter över havet. Den sträcker sig 11,8 kilometer i nord-sydlig riktning, och 7,9 kilometer i öst-västlig riktning.
I omgivningarna runt Cape Sable Island växer i huvudsak blandskog.